# Literaturmuseum Kamakura

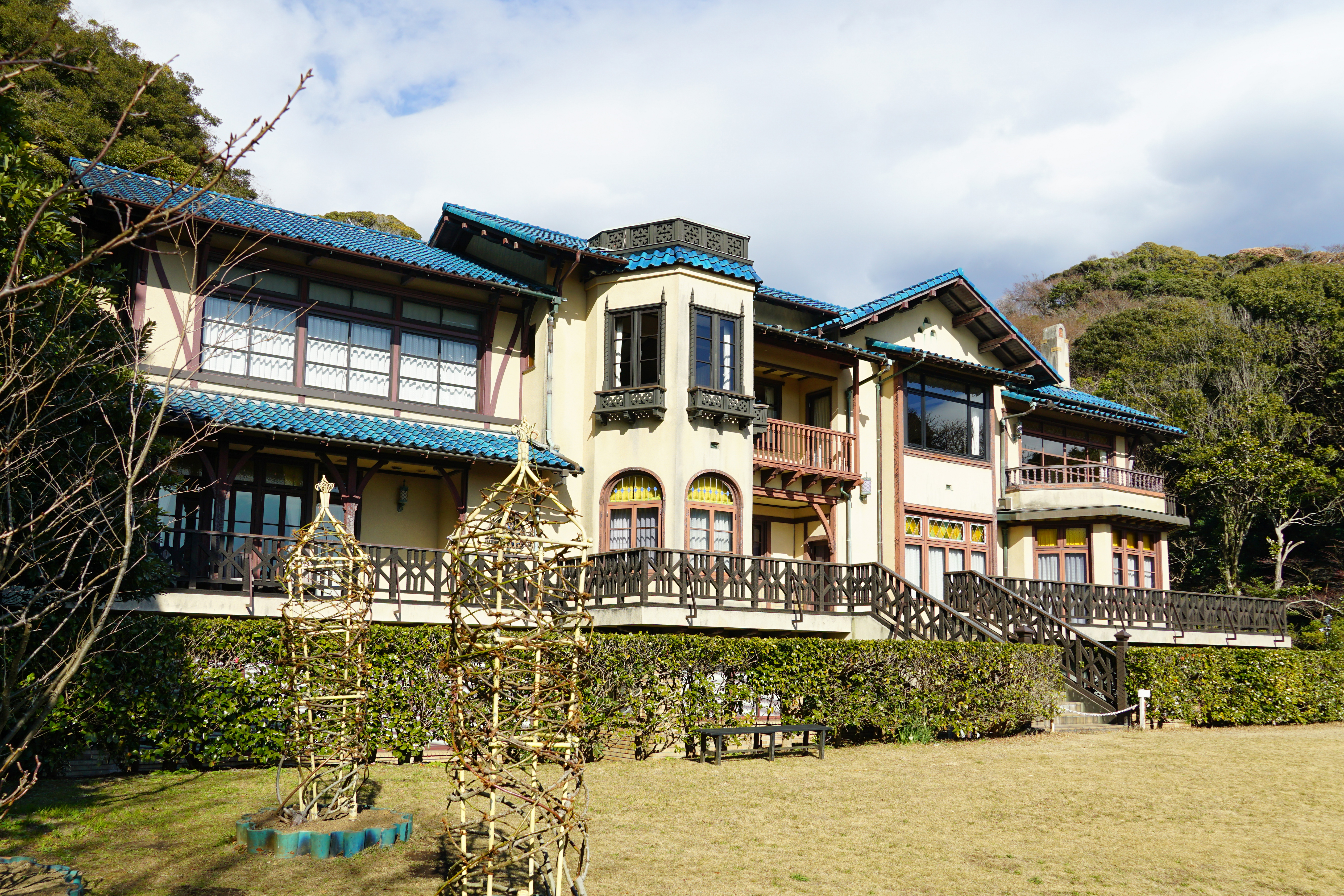
Literaturmuseum Kamakura

Das Literaturmuseum Kamakura (jap. 鎌倉文学館, Kamakura Bungakukan, englisch Kamakura Museum of Literature) wurde am 31. Oktober 1985 in Kamakura eröffnet. Es widmet sich Schriftstellern, die in Kamakura gelebt, gewohnt und gearbeitet haben und deren literarischen Erzeugnissen. Zudem beherbergt der zweigeschossige Holzbau das Stadtarchiv von Kamakura, wobei die zweite Etage des Museums der Öffentlichkeit nicht zugänglich ist. Geleitet wird das Museum zur Zeit vom Literaturkritiker und Komparatisten Kōichirō Tomioka.

## Übersicht
Das Gebäude wurde ursprünglich 1890 von Markgraf Toshitsugu Maeda erbaut und brannte 1910 nieder. Das gegenwärtige Museumsgebäude wurde 1936 durch Toshinari Maeda im westlichen Stil nach Entwürfen von Watanabe Eiji wieder aufgebaut. Nach Kriegsende diente es zunächst dem japanischen Premierminister und Friedensnobelpreisträger Eisaku Satō als Landhaus. 1983 schenkte Toshitatsu Maeda das Gebäude der Stadt Kamakura, die das Gebäudeinnere umbaute und 1985 als Archiv und Literaturmuseum in Betrieb nahm. 2004 wurde das Gebäude, das in einem 600 m² großen Rosengarten liegt, als registriertes materielles Kulturgut deklariert.
Das Museum besitzt Buchsammlungen von rund 80 Schriftstellern und Manuskripte, Briefe und Schriftstücke von Schriftstellern, die in zwei getrennten Datenbanken online zugänglich sind.

### Aufbau der Ausstellung
- Erdgeschoss: Gelehrte aus Kamakura
- Erster Stock: Schrifttum der Meiji-Zeit und Literaten der Zeit
- Zweiter Stock: Klassische Literatur und Kamakura
- Dritter Stock: Schrifttum der Taishō- und Shōwa-Zeit und Literaten der Zeit

## Kenndaten
- Gesamtfläche: 29.391,71 m²
- Bebaute Fläche: 671,85 m²
- Gebäude-Stockwerkfläche: 1.411,65 m²
- Hauptgebäude (3 Stockwerke) aus Holz und teilweise Stahlbeton errichtet.
- Nebengebäude (2 Stockwerke) aus Stahlbeton erbaut.

## Leiter des Museums
- Nagai Tatsuo (1985–1990), Schriftsteller
- Shimizu Motoyoshi (1990–2004), Schriftsteller und Haiku-Dichter
- Yamauchi Shizuo (2004–2012), vierter Sohn von Satomi Ton
- Kōichirō Tomioka (seit 2012), Literaturkritiker und Komparatist